# Xystrocera nigrita
Xystrocera nigrita es una especie de escarabajo longicornio del género Xystrocera, tribu Xystrocerini, subfamilia Cerambycinae. Fue descrita científicamente por Audinet-Serville en 1834.
El período de vuelo ocurre durante todos los meses del año excepto en junio.

## Descripción
Mide 12-38 milímetros de longitud.

## Distribución
Se distribuye por Angola, Benín, Burundi, Camerún, Cabo Verde, Costa de Marfil, Etiopía, Gabón, Gambia, Ghana, Guinea, Guinea Ecuatorial, Guinea-Bissau, Kenia, Liberia, Malí, Mozambique, Namibia, Níger, Nigeria, Uganda, República Centroafricana, República Democrática del Congo, República del Congo, Ruanda, Senegal, Sierra Leona, Sudán, Tanzania, Chad, Togo y Zambia.